# X Train
X-Train Sp. z o.o. – polski przewoźnik kolejowy. Firma powstała w 2004 roku i należała do grupy CTL Logistics. Działalność spółki polegała na realizacji towarowych przewozów operatorskich w zwartych składach całopociągowych. Przedsiębiorstwo działało w północnej Polsce, przewoziło głównie paliwa. 
W 2012 roku podjęta została decyzja o połączeniu spółek X-Train i CTL Północ.